# Viver de la Sierra
Viver de la Sierra es una localidad española perteneciente al municipio zaragozano de Sestrica, en la comunidad autónoma de Aragón.  Está ubicada en la comarca del Aranda.

## Geografía
Está situado a unos 6 km de la localidad de Sestrica, a 904 m sobre el nivel del mar y su población es inferior a 50 habitantes.  Se encuentra a 86 kilómetros de Zaragoza. Con una altitud de 904 metros sobre el nivel del mar, asentado entre las montañas de la sierra de la Virgen y gozando de un paisaje extraordinario, es uno de los pueblos más elevados de toda la provincia zaragozana.

## Historia
No se conocen exactamente las fechas del origen de Viver de la Sierra, pero se tiene constancia de su larga antigüedad ya que aún hoy a uno de sus barrios se le conoce como barrio judío. Perteneció a la comunidad de aldeas de Calatayud, y fue sobrecullida, vereda y corregimiento bilbilitanos. En el siglo XV censaba 23 fuegos, y a mediados del siglo XIX Madoz registró 80 casas, 47 vecinos y 225 almas. En ese mismo siglo llegó a superar los 350 habitantes.
Tras la Guerra Civil, fueron muchas las personas que emigraron a Zaragoza, Madrid, Bilbao o Barcelona en busca de trabajo, por lo que el número de habitantes disminuyó considerablemente.
Es una de las primeras menciones en la Bula de Lucio III (1182). Perteneció a la sesma del río de la Cañada dentro de la Comunidad de aldeas de Calatayud.
Aparece mencionado en el Libro del reparo del General de Aragón (1489-1498)

Item de Viver de la Sierra por XXXII fuegos, a razón de XIII sueldos por fuego...

Actualmente Viver de la Sierra es parte del municipio de Sestrica, pero desde 1834 hasta 1966 se mantuvo como municipio independiente.
Hacia mediados del siglo XIX, el lugar, por entonces con ayuntamiento propio, tenía contabilizada una población de 225 habitantes. Aparece descrito en el decimosexto volumen del Diccionario geográfico-estadístico-histórico de España y sus posesiones de Ultramar de Pascual Madoz de la siguiente manera:

VIVER DE LA SIERRA: l. con ayunt. de la prov. y aud. terr. de Zaragoza (15 leg.), c. g. de Aragon, part. jud. de Calatayud (3), dióc. de Tarazona (15). sit. á la izq. del rio Jalon, al N. de la cab. de part.; le baten con frecuencia los vientos del N.; su clima es frio y saludable, aun cuando se padecen algunas pleuresias. Tiene 80 casas inclusa la del ayunt.; escuela de niños á la que concurren 12, dotada con 320 rs.; igl. parr. (San Miguel) servida por 2 beneficiados que componen el capítulo ecl.; un santuario (Ntra. Sra. del Prado), y 2 ermitas San Cristóbal y Sta. Brigida, sostenidas por los vec., y un cementerio frente á la igl.; se surten aquellos para sus usos de varias fuentes que hay de buena calidad. Confina el térm. por N. con Sestrica; E. Embid; S. Torralba, y O. Aniñon ; su estension de N. á S. es de 2 leg. y 3 de E. á O.: en su radio comprende el monte llamado Valporquera que cria chaparros, una deh. y canteras de cal. El terreno es secano. Los caminos son locales en mal estado. El correo se recibe de Calatayud por encargado tres veces á la semana. prod.: trigo y olivas; mantiene ganado lanar, y caza de liebres y perdices. ind.: la agrícola, un molino harinero y otro de aceite. pobl.: 47 vec., 225 alm. cap. prod.: 840,060 rs. imp.: 35,200. contr.: 7,362.
(Madoz, 1850, p. 358)

El municipio de Viver de la Sierra desapareció en 1966, al fusionarse con el de Sestrica.

## Demografía
| Gráfica de evolución demográfica de Viver de la Sierra entre 1842 y 1960 |
| |
| Población de derecho según los censos de población del INE Población de hecho según los censos de población del INEEntre el censo de 1970 y el anterior, este municipio desaparece porque se integra en el municipio 50243 (Sestrica) |

## Cultura

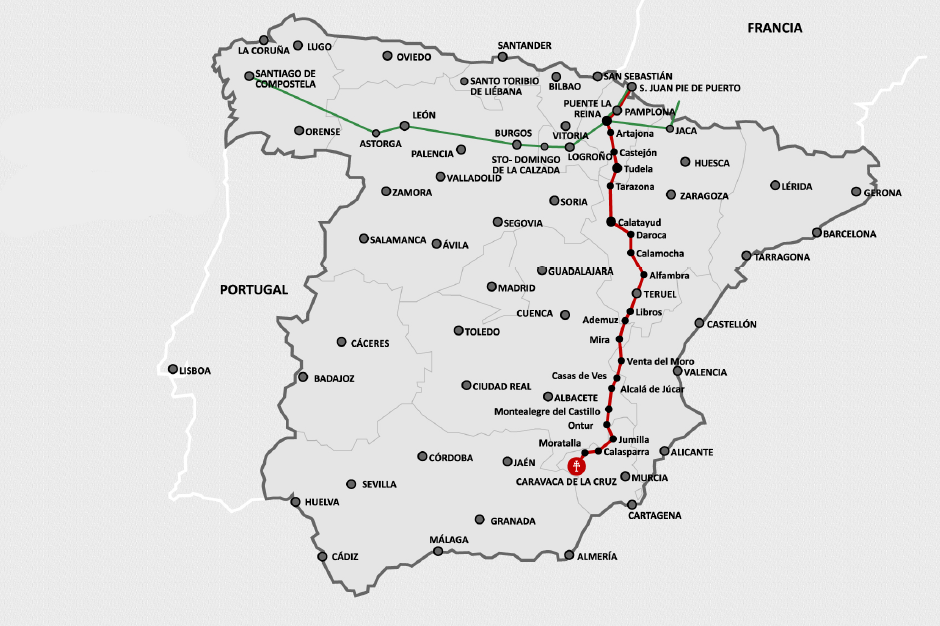
Camino de la Vera Cruz, itinerario cultural

Esta localidad es lugar de paso en la etapa Tarazona y Calatayud dentro del Camino de la Vera Cruz, ruta cultural que recorre la comarca, naciendo en Roncesvalles y Puente la Reina (Navarra) y finalizando en Caravaca de la Cruz (Murcia).

## Patrimonio
Arco Minero

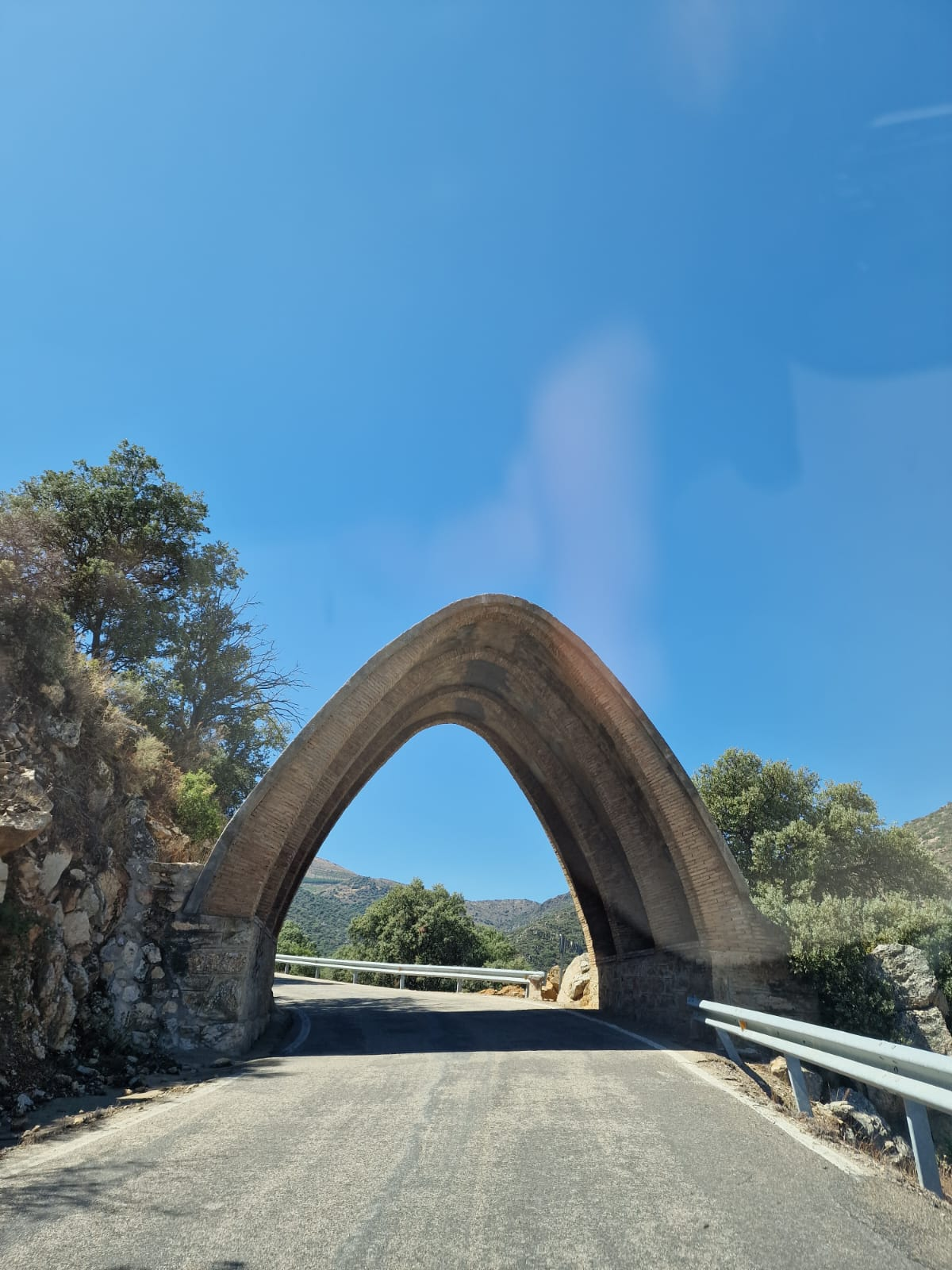

Se trata uno de pocos restos que se conservan del teleférico construido a principios del siglo XX para construir el hierro  extraído en las minas de Tierga hasta la estación de ferrocarril de Calatayud.
El arco constituía una protección para quienes transitaban por el entonces camino, frente a la frecuente caída de cascotes de las vagonetas que transportaban el hierro (y, a veces, a los pasajeros).
Este ferrocarril aéreo en su día fue la línea más larga de España, con 26.231 metros.
Santuario de Nuestra Señora Virgen del Prado
El Santuario se encuentra a medio kilómetro de Viver de la Sierra. Aunque de origen románico , es también un edificio barroco construido entre 1720 y 1783.
Son destacables los restos de azulejos originales del siglo XVII que se observan en un lado del altar; las esculturas de San Francisco y San Antonio que hay a ambos lados del arco de acceso al presbiterio; diversos lienzos asociados a la escuela holandesa, o el altar mayor de estilo barroco , con una hornacina en su parte central que alberga la imagen de la Virgen del Prado.

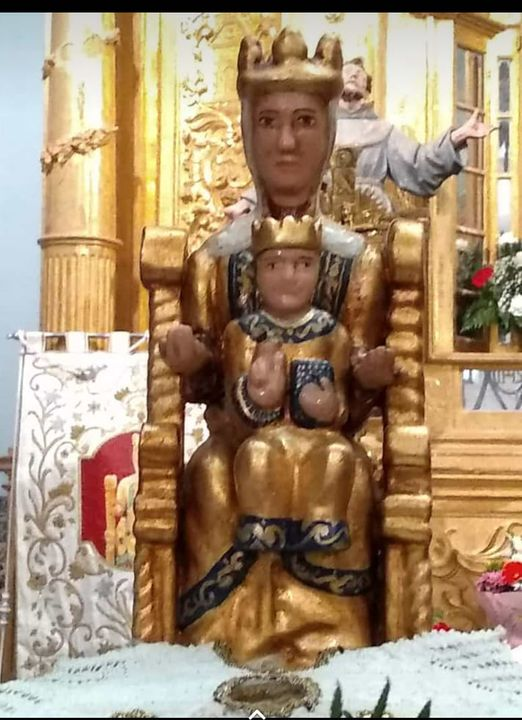

La Virgen del Prado es muy venerada por los vecinos de Viver de la Sierra y de otros pueblos de la Comarca. Se peregrina al santuario en el mes de mayo y se celebran sus fiestas mayores el 25 de marzo.

Iglesia de San Miguel Arcángel

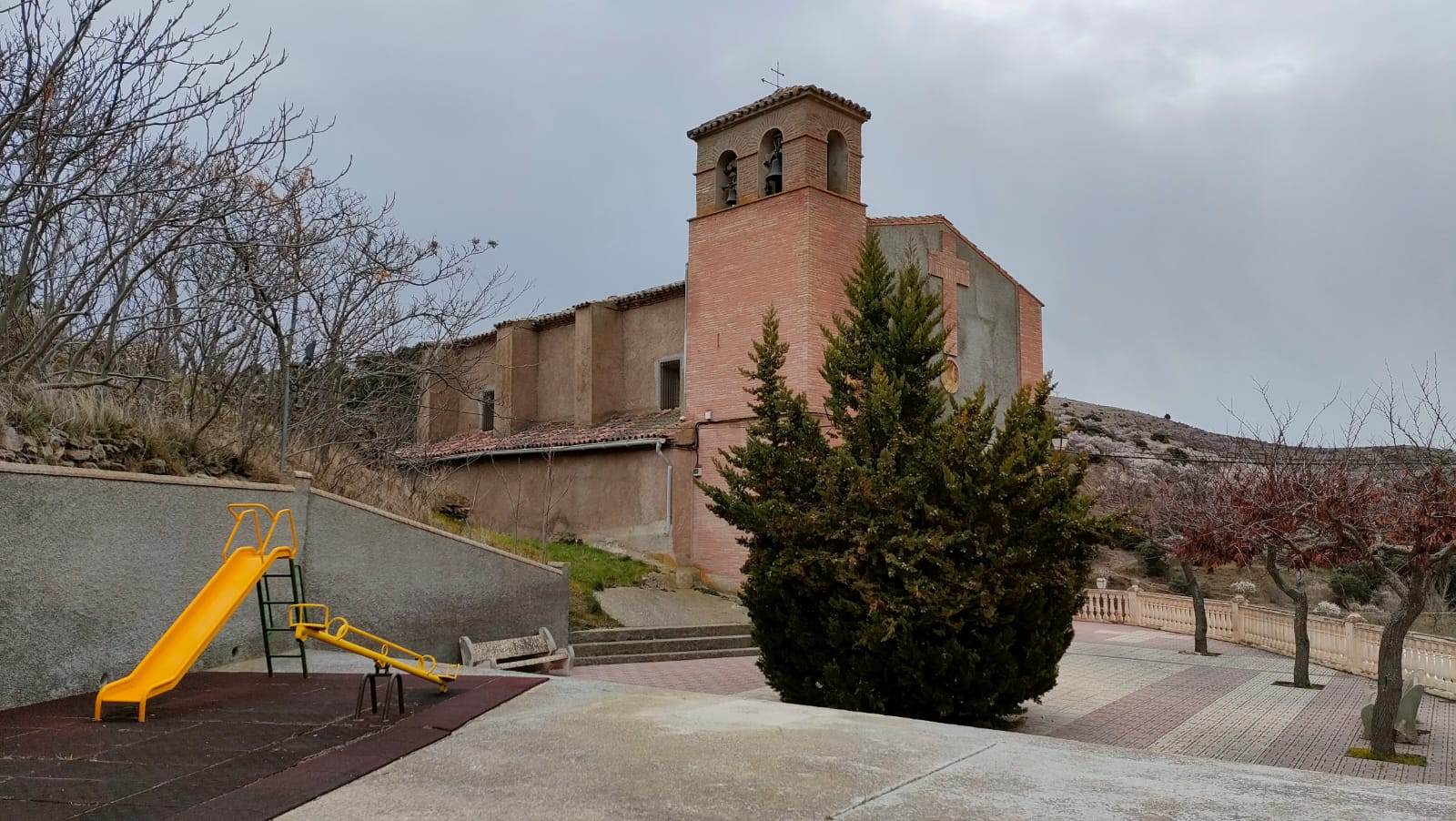

Iglesia de construcción barroca, perteneciente al siglo XVII. 
El interior es de nave única, con capillas en los contrafuertes, y el coro aparece elevado a los pies mientras recibe una cubierta de bóvedas de arista.
Un zócalo de azulejos viste los muros interiores, mientras que las capillas alojan un ciclo de lienzos barrocos, relacionados con la escuela holandesa, que rememoran escenas de Abraham.
A los pies de la iglesia, en el lado del evangelio, se alza la torre del campanario, de planta cuadrangular y con el cuerpo superior de ladrillo.
Neveras
Las zonas más altas de Viver de la Sierra tienen entre 1.200 y 1.400 metros de altitud, recibiendo habitualmente abundantes nevadas en invierno de las que se almacenaban importantes cantidades para el consumo a lo largo del año. Para ello se construían depósitos circulares de entre 3 y 4 m. de diámetro y unos 5 a 8 de profundidad, cubiertos con cúpulas de piedra. Si bien se habla de que pudo haber bastantes más, actualmente se pueden visitar cuatro de estas neveras: una en el monte de San Cristóbal, otras dos cercanas al Collado de Aniñón y otra en la Peña Guzmán, la única que aún conserva la mayor parte de la cubierta.

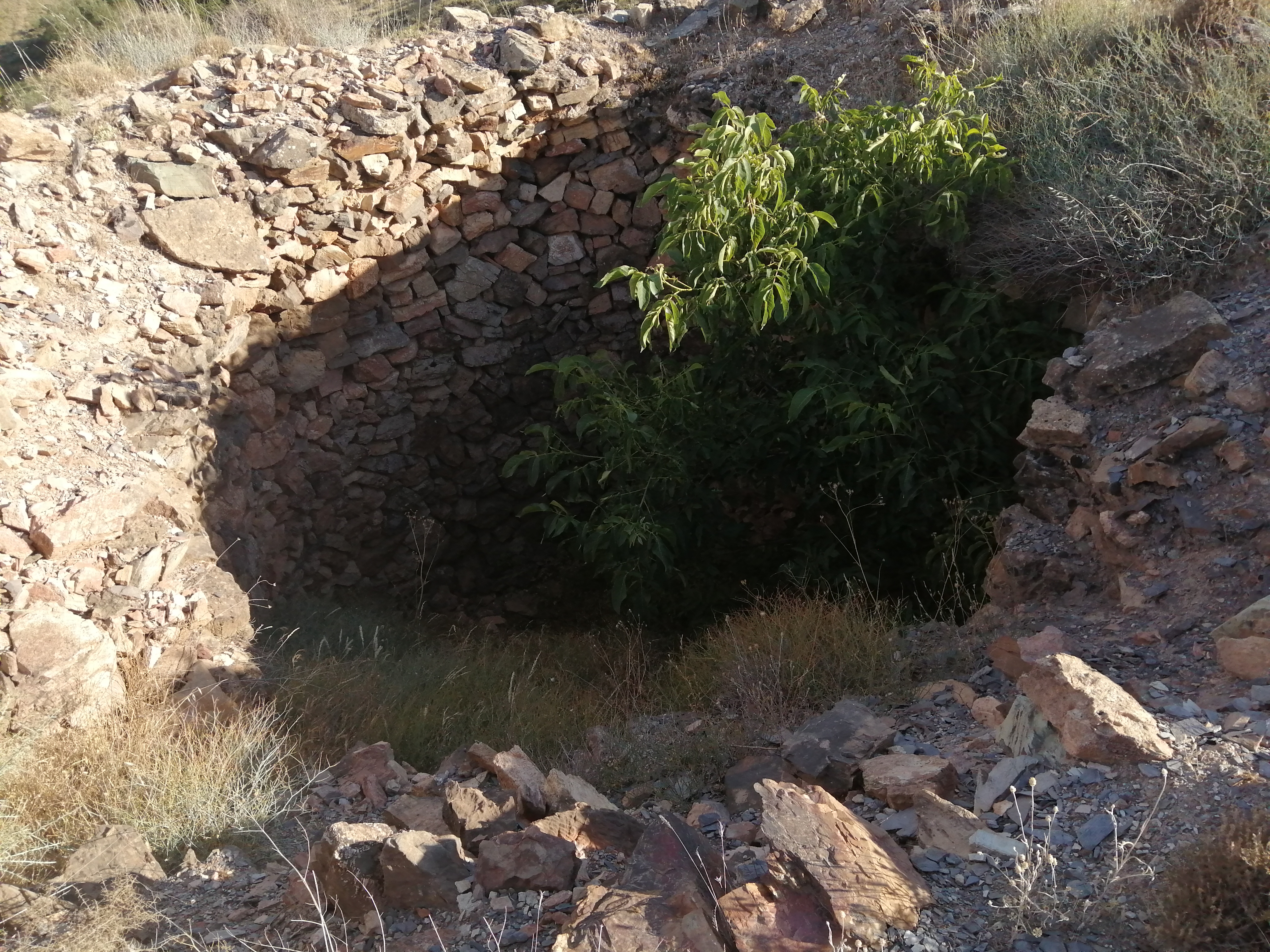

## Fiestas
Fiestas de la Virgen del Prado: 25 de marzo y el fin de semana anterior o posterior más próximo.
Fiestas de San Bernabé y San Cristóbal: primer fin de semana de agosto. 
Fiestas Menores: San Juan (24 de junio).